# Серасвил (Охајо)
Серасвил (енгл. Sarahsville) град је у америчкој савезној држави Охајо.

## Демографија
По попису из 2010. године број становника је 166, што је 32 (-16,2%) становника мање него 2000. године.
| Група             | 2000.       | 2010.       |
| Белци             | 189 (95,5%) | 164 (98,8%) |
| Афроамериканци    | 1 (0,5%)    | 2 (1,2%)    |
| Азијати           | 0 (0,0%)    | 0 (0,0%)    |
| Хиспаноамериканци | 7 (3,5%)    | 0 (0,0%)    |
| Укупно            | 198         | 166         |